# Ozarba angulilinea
Ozarba angulilinea là một loài bướm đêm trong họ Noctuidae.